# Martin Szentiványi
Martin Szentiványi (ung. Szentiványi Márton, slowak. Martin Sentiváni; * 20. Oktober 1633 in Liptovský Ján (slowak.), Szentiván (ung.); † 5. März 1705 in Tyrnau) war ein ungarischer Jesuit, Hochschullehrer an der Universität Tyrnau, Enzyklopädist und Kontroverstheologe.

## Leben
Martin Szentiványi entstammte der hochadligen Familie Szentiványi aus Szentiván in Oberungarn. 1653 trat er in den Jesuitenorden ein. Er lehrte Mathematik, Philosophie, Bibelexegese, Dogmatik und Kirchenrecht an den Jesuitenhochschulen in Wien – dort war er auch neun Jahre Regens des Pazmaneums –, Graz, München, Košice und schließlich an der jesuitisch geführten Universität Tyrnau, wo er auch Dekan der philosophischen und theologischen Fakultät und sieben Jahre Rektor war.
Szentiványi schrieb lateinisch; viele seiner Werke wurden später ins Deutsche, Ungarische und Slowakische übersetzt. Sein Hauptwerk waren die Curiosiora et Selectiora Variarum Scientiarum Miscellanea, die in drei Bänden 1689, 1691 und 1702 erschienen und Abhandlungen aus den verschiedensten Natur- und Geisteswissenschaften enthalten. Unter seinen übrigen Schriften sind zahlreiche, die die Wahrheit des katholischen Glaubens gegen die Lehren der protestantischen Konfessionen zu erweisen suchen. Sie sind vielfach als Selbstzeugnis eines anonymen Konvertiten stilisiert, der angibt, das Ergebnis einer langen persönlichen Wahrheitssuche vorzulegen. Die deutsche Übersetzung der Quinquaginta Rationes („Fünffzig Motiva“) galt zeitweise als Werk Anton Ulrichs von Braunschweig-Wolfenbüttel zur Begründung seiner Konversion. Die Identifizierung Szentiványis als Verfasser der anonymen kontroverstheologischen Schriften ist das Verdienst des Jesuiten Carlos Sommervogel.

## Veröffentlichungen

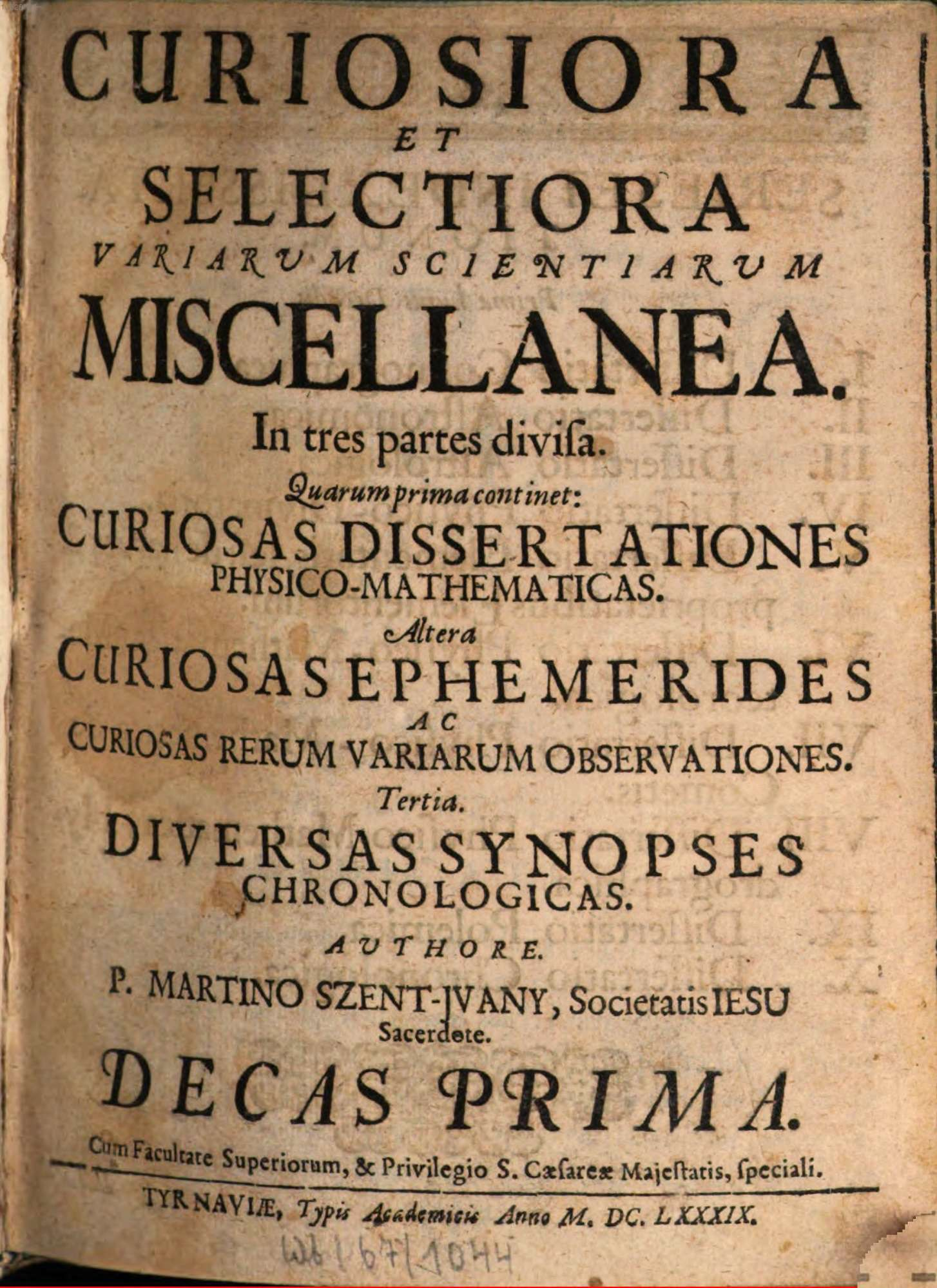
Curiosiora et selectiora, Titelseite des ersten Bandes 1689

- Curiosiora et Selectiora Variarum Scientiarum Miscellanea. In tres partes divisa.... Drei Bände, ab 1689.
- Dissertationes Septem, I. Physica curiosa de Plantis. II. De Feris. III. De Avibus. IV. De Piscibus. V. De Allodiaturae rebus. VI. De noxiis animalibus oeconomiae. VII. De Calendarii reformatione. 1689.
- Rectus modus Interpretandi Scripturam Sacram, Ex Secunda Parte, II. Decadis, Curiosorum & Selectiorum, Variarum Scientiarum, Miscellaneorum. 1696.
- Summarium Chronologiae Hungaricae, Ex Secunda Parte III. Decadis Curiosorum.... 1697.
- Ratio Status Futurae Vitae, Seu Dissertatio, De Statu Futurae Vitae. Ex Parte Prima Decadis Tertiae, Curiosorum.... 1699.
- Dissertatio Paralipomenica Rerum Memorabilium Hungariae. Ex Parte Prima Decadis Tertiae, Curiosorum.... 1699.
- Quindecium dilemmata omnibus Dominis Acatholicis in Hungaria pro xenio novi anni 1699 oblata. 1699
- Continuatio Dissertationis Paralipomenonicae Rerum Memoriabilium Hungariae. Ex Parte I. Dec. III. Curiosorum.... 1700.
- Viginti Quatuor Dubia Pro Xenio Novi Anni M.D.CC. Pastoribus Augustanae & Helveticae Confessionis fiducialiter oblata. 1700.
- Responsa Non Responsa Ad Quindecim Dilemmata Omnibus Dominis Acatholicis In Hungaria Pro Xenio 1699.... 1700.
- Hungaria in Immaculatam Conceptionem B. Mariae Virginis Magnae Dominae suae Credens et Jurans. 1701.
- Dissertatio Haeresiologico-Polemica, De Haeresiarchis, Haeresibus, Et Erroneis in Fide Dogmatibus hoc Saeculo Nostro.... 1701. (Übersetzung von Johann Lydl: Strittige Abhandlungen Der Ketzerey-Lehren. Tyrnau, 1703. Digitalisat und Volltext im Deutschen Textarchiv)
- Solutiones Catholicae, sex praecipiorum fidei dubiorum Acatholicorum, contra veritatem fidei Romano Catholicae. 1701.
- Lutheranicum nunquam et nusquam. Seu Intricatissima & insolubilis Questio. An? & Ubi? ac quando? Extiterit Lutherana Ecclesia Ante Martinum Lutherum. 1702.
- Quinquaginta Rationes & Motiva Cur in tanta varietate Religionum & Confessionum Fidei in Christianitate moderno tempore vigentium, sola Religio Romano-Catholica, sit eligenda & omnibus alijs praeferenda. 1702
- Solutiones Non Solutiones Cujusdam Pastoria Augustani Viginti Quatuor Dubiorum Catholicorum. 1703.
- Lutheranicum Nihil Ad Rem, Nihil Ad Propostium. Seu Ludicrae Responsiones cujusdani Lutherani Regio-Montani Academici, ad XV. Catholicorum Dilemmata. Refutatae. 1703.
- Dissertatio Chronologico-Polemica, De Ortu, Progressu, ac Diminutione Schismatis Graeci, atque Graeci Ritus Ecclesiae, cum Romana Ecclesia, tot Votis exoptata Reunione. 1703.
- Castigatio illusoriae concionis Infamis Apostatae Meinolphi Wiarts Wartburgensis. 1704.
- Consultatio Saluberrima, De reducenda stabili ac constanti tranquillitate & pace in Hungaria, per ejusdem adductionem in Unitatem Fidei ac Religionis. 1704.
- Magnum Chaos Inter Confessionem Augustanam & Confessionem Augustinianam. Sive Discrimen ac Disconvenientia in Doctrina Fidei Confessionis Augustanae, a Sancti Augustini Doctrina. 1704.
- Privata et Amica Disceptatio, Unius zelosissimi Catholici cum quibusdam Dominis Acatholicis, de Societate Jesu in Regno Hungariae retinenda. 1704.
- Analysis Seu Resolutio Duodecim Praecipuorum Erroneorum Dogmatum in Fide modernorum Acatholicorum. 1704 (Digitalisat)
- Quinquaginta rationes et motiva, cur in tanta varietate religionum et Confessionum fidei in Christianitate moderno tempore vigentium, sola religio Romano-Catholica sit eligenda et omnibus aliis praeferenda. 1708.
- Forum Scrutarium Antiquarum Haeresium, Ex quibus nostri temporis Haereses, inconcinne, & distortissime, consarcinatae sunt. 1707.
- Turris Babel Seu Confusio Doctrinae Fidei inter modernos Acatholicos. 1707.
- Doctrina Fidei Christianae, Primorum quinque Saeculorum, Seu Examen, Quaenam ex tot & tam varijs Religionibus modernis sit vera Christi Ecclesia. 1708.
- Cavillationes Modernorum Acatholicorum Contra Romano-Catholicae Ecclesiae Unitatem. 1709.
- Opusculorum polemicorum … partes II. Quibus per varias tractatus partim diversorum haereticorum evulgata typis opuscula & falsae doctrinae refutantur, partim catholicae religionis veritas plana, facili & solida methodo stabilitur. 1718–1730.
- Oeconomia philosophica, ex tribus tomis R. P. M[artini] Sz[entiványi] collecta. 1746.